# الدوري الشمالي الممتاز 1976–77
الدوري الشمالي الممتاز 1976–77 هو موسم من دوري الشمال الممتاز ‏. فاز فيه نادي بوسطن يونايتد.